# Геворгян, Армен Андраникович
Арме́н Андрани́кович Геворгя́н (арм. Արմեն Անդրանիկի Գևորգյան; род. 8 июля 1973, Ереван, Армянская ССР) — армянский государственный деятель. Исполняющий обязанности вице-премьера Армении. Кандидат педагогических наук.

## Биография
1990—1992 — исторический факультет Оренбургского государственного педагогического института.
1992—1993 — Санкт-Петербургский институт государственной службы.
1993—1996 — был аспирантом Российского государственного педагогического университета имени А. И. Герцена (Санкт-Петербург), после окончания которого защитил диссертацию кандидата наук.
1995—1996 — окончил также магистратуру университета Твенте (Нидерланды) по специальности «Программирование систем образования и переподготовки».
1997—1998 — занимал должность помощника премьер-министра Армении.
С 13 апреля 1998 — был помощником Президента Армении, с августа — первым помощником, первым заместителем руководителя аппарата Президента Армении.
2000—2006 — первый помощник Президента Армении.
2006—2008 — руководитель администрации Президента Армении.
2007—2008 — секретарь Совета национальной безопасности при президенте Армении.
21 апреля 2008 — 17 октября 2014 — вице-премьер, министр территориального управления Армении. Был членом экономического совета СНГ, специальным представителем Президента Армении по вопросам сотрудничества со странами СНГ.
В 2015 году возглавил благотворительный фонд «Инициативы развития Армении». В августе-ноябре 2015 года участвовал в образовательной программе Гарвардской школы бизнеса по линии общего управления.
С июня по октябрь 2016 года являлся Секретарём Совета национальной безопасности.
С октября 2016 года по апрель 2018 года занимал должность руководителя аппарата Президента Армении.
18 апреля 2018 года назначен исполняющим обязанности вице-премьера Армении.

## Награды
- Медаль «За заслуги перед Отечеством» 1-й и 2-й степени (2012)[2]
- Грамота Содружества Независимых Государств (5 декабря 2012 года) — за активную работу по укреплению и развитию Содружества Независимых Государств[3]

## Личная жизнь
Женат. Имеет четверых детей, троих сыновей и дочь.